# Nyikolaj Gavrilovics Csernisevszkij
Nyikolaj Gavrilovics Csernisevszkij (orosz betűkkel: Никола́й Гаври́лович Черныше́вский) (Szaratov, 1828. július 24. – Szaratov, 1889. október 29.) orosz író, kritikus, materialista filozófus, forradalmi demokrata, egyesek szerint utópista szocialista, aki nagy hatással volt Leninre, illetve Emma Goldmanra. Az 1860-as években a narodnyik mozgalom megalapítója.

## Élete
Szaratovban született, s itt is élt 1846-ig. A helyi papneveldébe járt, ahol megtanult angolul, franciául, németül, héberül, lengyelül, olaszul, latinul, görögül és ószlávul, s megszerette az irodalmat. A szentpétervári egyetemre iratkozott be, s itt vált ateistává. Ekkortájt olvasta Ludwig Andreas Feuerbach és Charles Fourier műveit. Diplomájának megszerzése (1850) után irodalmat tanított a szaratovi gimnáziumban. 1853-tól 1862-ig Szentpétervárott lakott, s a Szovremennyik című lap főszerkesztőjeként dolgozott, amelyben rendszeresen közreadta filozófia tárgyú esszéit.
1862-ben letartóztatták, majd bebörtönözték. A börtönben írta meg leghíresebb Mit tegyünk? (Что делать?) című regényét, amely később több orosz forradalmárra is hatott, akik arra törekedtek, hogy hasonuljanak a mű főszereplőjéhez, Rahmetovhoz, aki mindenét a forradalomnak rendelte alá. 1862-ben Csernisevszkijt kényszermunkára ítélték (1864–72), majd pedig száműzték Szibériába (1872–83).

## Eszmerendszere és hatása
Nevéhez kötődik a narodnyik mozgalom megalapítása. Agitált az autokrácia megdöntésére irányuló forradalmi hatalomátvétel, illetve a parasztságon alapuló szocialista társadalom létrehozása érdekében.
Csernisevszkij eszmerendszerét erősen befolyásolta Herzen, Belinszkij illetve Feuerbach. Az osztályharcban látta a társadalmi fejlődés lehetőségét, s ennek érdekében támogatta a munkásságot. Álláspontja szerint a tömegek a történelmi változások fő irányítói. Állítólag tőle származik a „Minél rosszabb, annál jobb!” mondás, amely azt jelenti, hogy minél rosszabbak a szociális körülmények, annál nagyobb az esély a forradalom kirobbantására, azaz a pozitív irányú változás elérésére.
Prof. Joseph Frank szerint Csernisevszkij Mit tegyünk? (Что делать?) című műve Marx A tőke című művénél is nagyobb mértékben járult hozzá az orosz forradalom érzelmi előkészítéséhez.
Dosztojevszkijt feldühítette a mű politikai és pszichológiai téziseinek naivitása, ennek reakcióként írta meg a Feljegyzések az egérlyukból című művét.

## Magyarul
- N. G. Csernysevskyː Mit tegyünk? Regény; ford. Sasvári Ármin; Athenaeum, Bp., 1897
- Csernisevszkij N. G. válogatott filozófiai művei / 1. Esztétikai tanulmányok; szerk., bev. Lukács György; 2. Vázlatok az orosz kritika gogoli korszakáról; ford. Lukács Györgyné; Akadémiai, Bp., 1952–1954
- Válogatott pedagógiai írások; bev. N. N. Razumovszkij, ford. ifj. Kövendi Dénes, versford. Nemes Nagy Ágnes; Tankönyvkiadó, Bp., 1953 (Szocialista nevelés könyvtára)
- Csernisevszkij a magyarokról. N. G. Csernisevszkij magyar tárgyú cikkei; előszó, szerk. Fogarasi Béla, ford. Niederhauser Emil; Akadémiai, Bp., 1953
- Mit tegyünk? Az új emberekről szóló elbeszélésekből; ford. Rákos Ferenc, tan. Lukács György; Új Magyar Kiadó, Bp., 1954 (Orosz remekírók)
- Prológus. Regény a hatvanas évek elejéről; ford. Szőllősy Klára, utószó Heller Ágnes; Új Magyar Kiadó, Bp., 1955 (Orosz remekírók)
- A művészet esztétikai viszonya a valósághoz; ford. Lukács Györgyné; Magyar Helikon–Európa, Bp., 1974

## Fordítás
- Ez a szócikk részben vagy egészben  a   Nikolay Chernyshevsky című angol Wikipédia-szócikk fordításán alapul.  Az eredeti cikk szerkesztőit annak laptörténete sorolja fel. Ez a jelzés csupán a megfogalmazás eredetét és a szerzői jogokat jelzi, nem szolgál a cikkben szereplő információk forrásmegjelöléseként.